# Campagne-d’Armagnac
Campagne-d’Armagnac település Franciaországban, Gers megyében. Lakosainak száma 212 fő (2022. január 1.). Campagne-d’Armagnac Ayzieu, Cazaubon, Manciet és Réans községekkel határos.

## Népesség
A település népességének változása:
| Lakosok száma | 255  | 188  | 176  | 205  | 214  | 225  | 224  | 215  | 214  | 212  |
|               | 1968 | 1982 | 1990 | 2006 | 2013 | 2015 | 2017 | 2019 | 2020 | 2022 |